# Saint-Remèze
Saint-Remèze è un comune francese di 877 abitanti situato nel dipartimento dell'Ardèche della regione dell'Alvernia-Rodano-Alpi.

## Società

### Evoluzione demografica
Abitanti censiti